# 15-а Вафен гренадирска дивизия от СС (1-ва латвийска)
15-а Вафен гренадирска дивизия от СС (1-ва латвийска) (на немски: 15. Waffen Grenadier Division Der SS (lettische Nr. 1)) е една от Вафен-СС дивизиите, базирани на чуждестранни доброволци. Тя се бие на страната на Нацистка Германия по време на Втората световна война.

## История
Латвия е една от трите балтийски страни анексирани от Съветския съюз през юни 1940 г. Съветските репресии са сурови и германската инвазия през лятото на 1941 г. е виждана като освобождение. Германците набират известен брой войници от полувоенната полиция на Латвия – Schutzmannschafter или накратко Schuma, както и от другите окупирани територии. Във Вермахта са приети и известен брой латвийски доброволци. През октомври 1941 г. Шума батальоните са изпратени на фронта край Ленинград, а по-късно са прикачени към 2-ра СС моторизирана пехотна бригада от Kommandostab RF-SS.
През февруари 1943 г. Химлер взема решение, че в случая с Латвия термина доброволчески легион от СС е приложим не за една формация, а за всички латвийци на немска служба. Същият месец под названието Латвийски доброволчески легион от СС започва набиране на свежи попълнения, служещи във Вермахта и други контолирани от СС формации. Това не включва първоначалните Шума батальони, които сформират отделна бригада (19-а Вафен гренадирска дивизия от СС (2-ра латвийска)).
В началото броят на доброволците е ограничен от не добрата организация и взаимното подозрение между германските и латвийските власти. Както и в други случаи са направени противоречиви обещания за степента на национална независимост, която формацията ще получи. През март е въведена военна повинност, а през май латвийския генерал Рудолф Бангерскис е издигнат в ранг СС-Групенфюрер и е назначен за генерал-инспектор на Латвийския легион от СС. Благодарение на това в края на годината притокът на доброволци се увеличава. Формирането и обучението продължават между март и ноември 1943 г., а до края на годината дивизията разполага с около 20 000 войници.
През ноември 1943 г. дивизията е част от 16-а армия и служи като резерв в северната част на Източния фронт. През януари 1944 г. 34-ти и част от 33-ти полк са прикачени към формации от Вермахта и понасят тежки загуби край Новосоколники по време на съветската контраофанзива, която разкъсва германската обсада на Ленинград. До средата на февруари останалата част от дивизията е разположена край Белбелка на западния бряг на река Раджа. Участва в ариергардни действия по време на отстъплението към защитна Линия „Пантер – Вотан“ на река Великая. Там дивизията е обединена отново.
През средата на март 15-а и 19-а дивизии сформират 6-и доброволчески корпус от СС, част от 18-а армия. Задачата им е охраната на 36 км от фронтовата линия по протежение на река Великая. Няколко съветски атаки са спрени на висока цена. Първоначално съветското предмостие в района на 15-а дивизия е задържано. Тежките боеве продължават до средата на април, когато двете латвийски дивизии са прехвърлени към 16-а армия в района на Бардово/Кудевер, на около 36 км източно от Опочка.
Защитните боеве продължават през май. Латвийците са се бият ожесточено под страх, че страната им ще бъде окупирана отново от Съветския съюз. Паралелно с операция Багратион на 10 юли започва масирана съветска атака, която изтласква група армии „Север“. Оцелелите от 15-а дивизия отстъпват в Латвия и девет дни по-късно са разделени на различни бойни групи. Някои от тези формации претърпяват загуби от порядъка на 96% – 32-ри полк е почти напълно унищожен. През юли някои от оцелелите са прехвърлени в 19-а дивизия, а други са изтеглени в района на Sophienwalde/Konitz, Прусия като кадри за възраждането на 15-а дивизия.
До края на септември 1944 г. дивизията разполага с малко под 17 000 войника. Превземането на латвийската столица Рига се отразява лошо на морала. През декември 1944 г. дивизията получава попълнения от разпуснатите латвийски полицейски батальони.
През януари 1945 г. съветските войски достигат Източна Прусия. Възстановената дивизия е изпратена към фронтовата линия край Накел, под командването на 3-та танкова армия. Изтласкани, част от войниците са изтеглени през Данциг, докато друга част остава и е пленена през март от Червената армия. През февруари голяма част от пехотата, разделена на бойни групи, води боеве докато отстъпва. В края на март оцелелите 8000 войници са изпратени в Mecklenberg за възстановяване и изграждане на укрепления. Не успяват да се присъединят към 19-а дивизия в Курландия, както е планирано в началото. На 2 – 3 май голяма част от тях се предават на американските и канадските сили край Шверин. Бойна група Янумс си пробива път през източните предградия на Берлин преди да се предаде на американците край Гютерглюк на 27 април. 15-и SS-Fus батальон участва в битката за Берлин и е окончателно разбит на 3 май.
Три от членовете на дивизията са наградени с Рицарски кръст.

## Символи на дивизията

### Символи на яката
За тази дивизия са предложени два дизайна. Първият представлява голяма свастика с лъчове паралелни на ръбовете, известна в Латвия като огнен кръст. Изработването ѝ е наредено през март 1943 г. и докато се появи се носят празни символи. Носенето на СС руните е забранено, но част е от личния състав на латвийската бригада и двете дивизии ги използват.
Вторият дизайн представлява три звезди разположени в кръг, а над тях 11 лъчево слънчево изригване. До януари 1945 г. няма достатъчно изработени, а заповед от септември 1944 г. разрешава използването на двете разновидности.

### Символи на рамото
Носенето на националните цветове е важно за морала на латвийските войници. Те получават символи, с формата на щит, за носене на рамото, с цветовете на латвийското знаме, от няколко производителя. По тази причина има различия в дизайна и детайлите. Със заповед от юли 1943 г. символът се носи в горната част на десния ръкав, а от юни 1944 г. на левия ръкав под СС орела. Щитът е тъмночервен с бяла нашивка разположена диагонално (от долния ляв към горния десен ъгъл). В горната част е разположена думата LATVIJA в бяло или в жълто на отделен черен фон. Известни са няколко разновидности на символа с форма на щит, със или без надпис, и дори ръчно направени от подръчни материали. В средата на 1944 г. е представен изработен в Германия Вафен-СС образец с широка черна ивица.

## Командири
- СС-Бригадефюрер Петер Хансен – (февруари 1943 – май 1943 г.)
- СС-Групенфюрер Карл Граф фон Пюклер-Бургхаус – (май 1943 – февруари 1944 г.)
- СС-Бригадефюрер Николаус Хайлман – (февруари 1944 – юли 1944 г.)
- СС-Бригадефюрер Херберт фон Обвурцер – (юли 1944 – януари 1945 г.)
- СС-Оберфюрер д-р Едуард Дайсенхоер – (януари 1945 г.)
- СС-Оберфюрер Адолф Акс – (януари 1945 – февруари 1945 г.)
- СС-Оберфюрер Карл Бурк – (февруари 1945 – май 1945 г.)

## Наименования на бойната част
- Февруари 1943 г. – Lettische SS-Freiwilligen Division
- Октомври 1943 г. – 15. Lettische SS-Freiwilligen Division
- Юни 1944 г. – 15. Waffen Grenadier Division der SS (lettische Nr.1)

## Организация на бойната част
Организация на бойната част към лятото на 1944 г.:
- 32-ри Вафен-гренадирски полк от СС (3-ти латвийски)
- 33-ти Вафен-гренадирски полк от СС (4-ти латвийски)
- 34-ти Вафен-гренадирски полк от СС (5-и латвийски)
- 15-и латвийски СС-Fusilier батальон
- 15-и латвийски СС-Панцерягер батальон (включва 15-а ягдпанцер и 15-а противовъздушни роти)
- 15-и Вафен-артилерийси полк от СС
- 15-и Вафен-СС сапьорски батальон